# تتون
تتون شهری در استان لووچ کشور بلغارستان است که جمعیت آن در سال ۲۰۰۱ میلادی ۱۱٬۴۲۷ نفر بوده‌است.